# Кутейников, Владимир Иванович
Владимир Иванович Кутейников — советский хозяйственный, государственный и политический деятель.

## Биография
Родился в 1913 году в Санкт-Петербурге. Член КПСС.
С 1935 года — на хозяйственной, общественной и политической работе. В 1935—1986 гг. — инженер-конструктор в Конструкторском бюро Ленинградского металлического завода, инженер на радиозаводе во время Великой Отечественной войны, старший инженер, начальник отдела Главного управления Министерства вооружения СССР, заместитель главного инженера, главный инженер Главного управления Министерства
оборонной промышленности СССР, заведующий подотделом, заведующий сектором отдела оборонной промышленности ЦК КПСС.
Был удостоен Государственной премии СССР в 1984 году за работы в области специального машиностроения и военной техники.
Умер в Москве в 1990 году. Похоронен в Москве, на Введенском кладбище, участок 30,